# オーケストラの少女
『オーケストラの少女』（オーケストラのしょうじょ、原題：One Hundred Men and a Girl）は、1937年にユニバーサル・スタジオが製作したアメリカ映画。

## 概要
名指揮者レオポルド・ストコフスキーと実在のオーケストラであるフィラデルフィア管弦楽団が出演したことで知られる音楽映画である。1937年のアカデミー作曲賞を受賞している
。

## あらすじ
ジョンは楽団のトロンボーン奏者だったが、仕事にあぶれており、レオポルド・ストコフスキーの楽団の面接に落ちたばかりだった。娘のパッツィーには事実と逆のことを教えるが、パッツィーに事実を知られたうえ、彼が落ちていたバッグに入っていた現金で借金を返していたことも知られる。たえられなくなったパッツィーは、バッグの持ち主であったフロスト夫人に事情を話す。すると、フロスト夫人は許したうえに、失業した楽団員たちのスポンサーになることを了解したかに見えた。
かくして、パッツィーたちは「失業音楽家楽団」を結成して練習を開始するが、フロスト夫人にとってパッツィーとの約束は一時の気まぐれであり、夫人はそのようなことはすっかり忘れて旅行に出る。パッツィーは夫人の夫である実業家フロスト氏に掛け合うが、フロスト氏はそのような道楽に金は出せないと一蹴する。有名指揮者が指揮するならば、というフロスト氏の言葉にすがって、パッツィーはストコフスキーに指揮を頼む。ストコフスキーはパッツィーの声楽の才能には感心するものの、失業音楽家楽団の指揮については多忙を理由に断る。
パッツィーは窮地に陥り、楽員たちは絶望して無気力状態となる。パッツィーは起死回生を求め、ストコフスキーの自宅に忍び込む。またの闖入にストコフスキーは怒り呆れる。しかし、パッツィーに促されて自宅のホールに出た彼が見たものは、彼女が組織した失業音楽家楽団とその演奏であった。

## スタッフ
- 監督：ヘンリー・コスター
- 製作：ジョー・パスターナク
- 脚本：ブルース・マニング、チャールズ・ケニヨン、ハンス・クレイリー
- 音楽：チャールズ・プレヴィン

## キャスト
| 役名                       | 俳優                       | 日本語吹替 | 日本語吹替 |
| 役名                       | 俳優                       | テレビ版1  | テレビ版2  |
| -------------------------- | -------------------------- | ---------- | ---------- |
| パッツィー                 | ディアナ・ダービン         | 玉川砂記子 | 杉山佳寿子 |
| ジョン                     | アドルフ・マンジュー       | 内田稔     | 中村正     |
| レオポルド・ストコフスキー | レオポルド・ストコフスキー | 羽佐間道夫 | 和田文夫   |
| ジョン・フロスティ         | ユージン・パレット         | 滝口順平   | 滝口順平   |
| フロスト夫人               | アリス・ブラディ           |            | 江家礼子   |
| マイケル・ボロドフ         | ミシャ・オウア             | 納谷六朗   | 肝付兼太   |
| ビターズ                   | ジェド・プラウティ         | 増岡弘     |            |
| 運転手                     | フランク・ジェンクス       | 池田勝     |            |
| ウェスティング             | エドウィン・マクスウェル   | 村松康雄   |            |

- テレビ版1吹替その他：平林尚三、塚田正昭、伊井篤史、田口昂、鳳芳野、巴菁子、小滝進、島香裕、佐々木優子、滝沢博子
- 16㎜日本語吹替え版：小鳩くるみ（ディアナ・ダービン）、原保美（アドルフ・マンジュー）

## DVD
現在、ユニバーサル映画から正規版DVD発売中。

## 備考
- 報知新聞の記者野村長一（のむらおさかず）は、のちに野村あらえびすとして音楽評論家、そして野村胡堂として小説を執筆した。その音楽の解説のなかで、この映画を鑑賞したことを述べている。オペラ歌手で映画女優のジェラルディン・ファーラーの記事のなかに、この映画の主演ディアナ・ダービンも二人ともに綺麗な女優であったことを記述した[2]。
- 作曲家の芥川也寸志は、小学校6年の時、この映画を6回観た[3]。
- 指揮者岩城宏之は、高校2年の時この作品を観て感動したことから音楽家を志すようになったという。ただし、1979年頃にテレビで本作品を再び観た時は「実に、なんともやりきれないくらいの、ひどい映画」「ストコフスキーさんのPR用のキワモノ映画」「ぼくの耳が幼すぎたのだ」と失望の念を吐露している[4]。
- 音楽評論家の志鳥栄八郎は、旧制中学の頃、乏しい小遣いをやりくりしてこの映画を何度も観た[5]。同級の大滝秀治もこの映画に影響された一人であり、ピアノが弾けないにもかかわらず学校の音楽室で「これからリストの『ハンガリー狂詩曲』を弾く」と宣言し、志鳥の前で出鱈目にピアノの鍵盤を叩いてみせたことがある[5]。
- 黒柳徹子が生まれて初めて観たのはこの映画であった[6]。黒柳家は「子供には子供用の映画しか観せない」という教育方針だったが、父がヴァイオリニストだったため、この映画は特別に観ることを許された[6]。淀川長治は黒柳に「あなたはいい映画をご覧になりましたね」と言っている[6]。
- 山田洋次監督の「小さいおうち」で、この映画が話題として登場する。